# Jani Allan
Jani Allan (Provincia de Gauteng, Sudáfrica, 11 de septiembre de 1952-Newton, condado de Bucks, Pensilvania, 25 de julio de 2023) fue una periodista, columnista, escritora y locutora sudafricana. Fue una de las columnistas más conocidas y más leídas del país.

## Biografía
En 1980, Allan se convirtió en columnista del periódico centrista Sunday Times, el semanario de mayor circulación del país. Fue la columnista mejor leída del periódico durante la próxima década, publicando columnas como Just Jani, Jani Allan's Week y Face to Face. En el apogeo de su fama, su periódico encargó una encuesta de Gallup en 1987 para encontrar "la persona más admirada de Sudáfrica", ella fue la primera. En 2015, Marianne Thamm, del Daily Maverick, describió a Allan como "la escritora y columnista más influyente del país".
Más tarde se convirtió en el tema de interés de la prensa sobre la naturaleza de su relación con un sujeto entrevistado, Eugène Terre'Blanche. Allan negó rotundamente las acusaciones del asunto y tomó una orden judicial contra Terre'Blanche. Allan se vio obligada a abandonar Sudáfrica cuando su departamento fue bombardeado por la extrema derecha en 1989. Después de una breve temporada trabajando en la oficina de Londres de su periódico, se separó de la compañía con el periódico. Luego buscó oportunidades de escritura independiente y publicó una columna regular para Scope. Allan presentó una demanda por difamación sin éxito y muy publicitada en Londres contra el canal 4 de la emisora en 1992 por las acusaciones del asunto.
Regresó a Sudáfrica en 1996, publicando una columna web patrocinada y presentando un programa de radio en Cape Talk. Después de un largo descanso, regresó al marco de los medios de comunicación sudafricanos en 2013, reinventándose como una diarista de restaurantes y defensora de los derechos de los animales. En 2014, fue noticia en todo el mundo después de publicar una carta abierta al asesino acusado Oscar Pistorius. Jacana Media publicó las memorias de Allan, Jani Confidential, el 16 de marzo de 2015. Allan continúa escribiendo artículos de opinión independientes para publicaciones sudafricanas y desde 2018 escribe semi-regularmente para el periódico de Nueva York, La Gran Época. Allan ha vivido en los Estados Unidos desde 2001, donde es residente permanente.